# 第31吉進丸事件
第31吉進丸事件（だいさんじゅういちきっしんまるじけん）とは2006年に発生したロシア政府警備艇による日本漁船銃撃事件。

## 概要
2006年8月16日、北方地域における歯舞群島の水晶島付近の海域で操業中の北海道根室市花咲港所属のカニかご漁船「第31吉進丸」がロシア国境警備局の警備艇により追跡され、貝殻島付近で銃撃・拿捕され、乗組員1人が死亡する事件が発生した。日本政府はロシア当局に対し、北方領土は日本固有の領土であるとの前提に立って「日本領海内で起こった銃撃・拿捕事件であり、到底容認できない」と抗議した。しかし、この海域はロシア側の実効支配海域であるため、ロシア側にとっては国境侵犯密漁事件であり、日本側の「この海域は日本領海」とする抗議とは根本的な点で相容れないために、今回の問題をさらに複雑にした。
この付近のロシア実効支配海域では、コンブや許可された魚については、許可を得て入漁料を支払った漁船についてのみ認められていたが、無許可操業は日本の農林水産省や北海道当局も禁止しており、またカニ漁に関しては日本側には一切認められていなかった。北海道庁は近く付近の漁協に対して、周辺海域でのカニ漁を行わないよう指導しようとしていた矢先の事件であった。今回の漁船はロシア側海域での一切の漁を認められていなかったうえに、カニ漁を行っていた可能性が高く、実際に船内には1.1トンのカニが残留していたとロシア側は発表した。
乗組員は国後島の古釜布に連行され、日本人とロシア人の友好の家に拘束された。また、死亡した乗組員の遺体は8月19日に海上保安庁の船によって日本に引き取られた。8月30日には船長以外の2乗組員が解放され、海上で北海道庁の船に引き渡されたが、船長は9月4日にロシア側の検察により国境侵犯と密漁の罪で起訴され罰金刑が確定し、約50万ルーブルの罰金・賠償金を支払ったうえ、10月3日にようやく釈放されビザなし交流の船で根室に帰還した。
帰国後、船長は「越境も密漁もしていない」との発言をしていたが、その後、根室海上保安部の捜査に対して、違反操業を認め、2007年3月2日、根室海上保安部は船長ら3人を、北海道海面漁業調整規則違反（区域外操業など）の疑いで釧路地検に書類送検した。

## その他の銃撃事件
2010年1月29日、国後島沖で2隻の日本の漁船がロシア国境警備隊から銃撃を受け、外務省は30日駐日ロシア大使に抗議した。その後、2隻の船長は北海道海面漁業調整規則違反で逮捕された。